# Quartier des Épinettes
Quartier des Épinettes är Paris 68:e administrativa distrikt, beläget i sjuttonde arrondissementet. Enligt en teori är distriktet uppkallat efter en typ av björnbär som växte i området.
Sjuttonde arrondissementet består även av distrikten Ternes, Plaine-de-Monceaux och Batignolles.

## Sevärdheter
- Saint-Joseph-des-Épinettes
- Cimetière des Batignolles
- Square des Épinettes
- Cité des Fleurs
- Square Ernest-Goüin

## Bilder
| - De fyra administrativa distrikten i Paris sjuttonde arrondissement. - Square des Épinettes. - Cité des Fleurs. |

## Kommunikationer
- Tunnelbana – linje  – Guy Môquet